# 藤原光頼
藤原 光頼（ふじわら の みつより）は、平安時代後期の公卿・歌人。葉室大納言入道、桂大納言と称す。葉室光頼とも呼ばれる。藤原北家勧修寺流葉室家、権中納言・藤原顕頼の長男。官位は正二位・権大納言。葉室家3代。

## 経歴
久寿3年（1156年）参議、保元3年（1158年）権中納言、永暦元年（1160年）権大納言。能吏としての評価が高く、何事にも公正をもって対処し、朝野の人望も厚かった。『愚管抄』においては、「末代ニヌケデテ人ニホメラレシ」人物として高く評価されている。
『平治物語』によれば、平治元年（1159年）に勃発した平治の乱に際しては、甥に当たる藤原信頼に与同して軍事行動を起こした弟の惟方を叱責し、その離反の遠因を作ったとされる。同書の「光頼卿参内の事」の段には、得意絶頂の信頼に対して一歩も臆することなく堂々と正論を述べる光頼と、その態度に面目を失う信頼の姿とが、対照的な筆致で描き出されている。
晩年は出家して桂の里に退隠した。
和歌にも優れ、家集として『桂大納言集』を残す。また、『新勅撰和歌集』以下の勅撰和歌集に8首が採録されている。

## 系譜
- 父：藤原顕頼
- 母：藤原忠子 - 藤原俊忠の娘
  - 同母弟：藤原惟方
  - 同母弟：藤原成頼
- 妻：藤原朝隆の娘
  - 長男：藤原光方
  - 次男：藤原光定
- 妻：藤原親隆の娘
  - 三男：葉室光雅（1149-1200）
  - 四男：葉室宗頼（1154-1203）
  - 女子：藤原宗家室
- 猶子
  - 男子：藤原成頼 - 同母弟

葉室家は光頼の子の代から光雅の流れと宗頼の流れに分かれるが、後世まで家名を存続させたのは宗頼の流れである。

## 関連作品
テレビドラマ
- 『新・平家物語』（1972年、NHK大河ドラマ、演：鈴木瑞穂）